# Les Démons du Texas
Pour plus de détails, voir Fiche technique et Distribution.
Les Démons du Texas (The Tall Texan) est un film américain réalisé par Elmo Williams, sorti en 1953.

## Fiche technique
- Titre original : The Tall Texan
- Titre français : Les Démons du Texas
- Réalisation : Elmo Williams
- Scénario : Samuel Roeca et Elizabeth Reinhardt (en)
- Photographie : Joseph F. Biroc
- Montage : Elmo Williams
- Musique : Bert Shefter (en)
- Pays de production : États-Unis
- Format : Noir et blanc - 1,37:1
- Genre : western
- Durée : 84 minutes
- Date de sortie : 1953[Où ?]

## Distribution
- Lloyd Bridges : Ben Trask
- Lee J. Cobb : Capt. Theodore Bess
- Marie Windsor : Laura Thompson
- Luther Adler : Joshua 'Josh' Tinnen
- Syd Saylor : Carney
- Samuel Herrick : Shériff Chadborune
- George Steele : Jaqui
- Dean Train : Jerome 'Jerry' Niblett